# رواتشديل (إنديانا)
رواتشديل (بالإنجليزية: Roachdale town, Indiana)‏ هي بلدة تقع بولاية إنديانا في الولايات المتحدة. تبلغ مساحتها 1.31 كم2، وترتفع عن سطح البحر 257 م، بلغ عدد سكانها 926 نسمة في عام 2010 حسب إحصاء مكتب تعداد الولايات المتحدة وتصل الكثافة السكانية فيها 706.9 نسمة لكل كيلومتر مربع (1,830.9/ميل2).

## التركيبة السكانية
حدّد مكتب تعداد الولايات المتحدة بيانات التركيبة السكانية لرواتشديل في تعداد الولايات المتحدة. في ما يلي، التركيبة السكانية حسب تعدادي 2000 و2010.

### تعداد عام 2000
بلغ عدد سكان رواتشديل 975 نسمة بحسب تعداد عام 2000، وبلغ عدد الأسر 388 أسرة وعدد العائلات 268 عائلة مقيمة في البلدة. في حين سجلت الكثافة السكانية 744.3 نسمة لكل كيلومتر مربع (1,927.7/ميل2). وبلغ عدد الوحدات السكنية 418 وحدة بمتوسط كثافة قدره 319.1 لكل كيلومتر مربع (826.5/ميل2).
وتوزع التركيب العرقي للبلدة بنسبة 99.28% من البيض و0.21% من الأمريكيين الأفارقة و0.10% من الأمريكيين الأصليين و0.41% من عرقين مختلطين أو أكثر.
بلغ عدد الأسر 388 أسرة كانت نسبة 35.1% منها لديها أطفال تحت سن الثامنة عشر تعيش معهم، وبلغت نسبة الأزواج القاطنين مع بعضهم البعض 54.1% من أصل المجموع الكلي للأسر، ونسبة 11.3% من الأسر كان لديها معيلات من الإناث دون وجود شريك، بينما كانت نسبة 3.6% من الأسر لديها معيلون من الذكور دون وجود شريكة وكانت نسبة 30.9% من غير العائلات. تألفت نسبة 27.8% من أصل جميع الأسر من عدة أفراد يعيشون في نفس المنزل ونسبة 14.7% كانت تتألف من شخص يعيش بمفرده يبلغ من العمر 65 عاماً أو أكثر. وبلغ متوسط حجم الأسرة المعيشية 2.51، أما متوسط حجم العائلات فبلغ 3.05.
بلغ العمر الوسطي للسكان 36.0 عاماً. وكانت نسبة 27.7% من القاطنين تحت سن الثامنة عشر، وكانت نسبة 7.3% بين الثامنة عشر والرابعة والعشرين عاماً، ونسبة 27.6% كانت واقعةً في الفئة العمرية ما بين الخامسة والعشرين والرابعة والأربعين عاماً، ونسبة 20.8% كانت ما بين الخامسة والأربعين والرابعة والستين، ونسبة 16.6% كانت ضمن فئة الخامسة والستين عاماً فما فوق. يوجد لكل 100 أنثى 93.5 ذكر، ويوجد لكل 100 أنثى في الثامنة عشر من عمرها فما فوق 90.5 ذكر.
بلغ متوسط دخل الأسرة في البلدة 31,932 دولارًا، أما متوسط دخل العائلة فبلغ 39,792 دولارًا. وكان متوسط دخل الذكور 31,688 دولارًا مقابل 22,375 دولارًا للإناث. وسجل دخل الفرد الخاص بالبلدة 17,112 دولارًا. وكانت نسبة 9.6% من العائلات ونسبة 12.6% من السكان تحت خط الفقر، وكان من هؤلاء نسبة 22.3% تحت سن الثامنة عشر ونسبة 10.7% في الخامسة والستين من العمر وما فوق.

### تعداد عام 2010
بلغ عدد سكان رواتشديل 926 نسمة بحسب تعداد عام 2010، وبلغ عدد الأسر 356 أسرة وعدد العائلات 240 عائلة مقيمة في البلدة. في حين سجلت الكثافة السكانية 706.9 نسمة لكل كيلومتر مربع (1,830.9/ميل2). وبلغ عدد الوحدات السكنية 401 وحدة بمتوسط كثافة قدره 306.1 لكل كيلومتر مربع (792.8/ميل2).
وتوزع التركيب العرقي للبلدة بنسبة 99.24% من البيض و0.76% من عرقين مختلطين أو أكثر و0.43% من الهسبانيون أو اللاتينيون من أي عرق.
بلغ عدد الأسر 356 أسرة كانت نسبة 40.7% منها لديها أطفال تحت سن الثامنة عشر تعيش معهم، وبلغت نسبة الأزواج القاطنين مع بعضهم البعض 46.6% من أصل المجموع الكلي للأسر، ونسبة 14.6% من الأسر كان لديها معيلات من الإناث دون وجود شريك، بينما كانت نسبة 6.2% من الأسر لديها معيلون من الذكور دون وجود شريكة وكانت نسبة 32.6% من غير العائلات. تألفت نسبة 26.7% من أصل جميع الأسر من عدة أفراد يعيشون في نفس المنزل ونسبة 14% كانت تتألف من شخص يعيش بمفرده يبلغ من العمر 65 عاماً أو أكثر. وبلغ متوسط حجم الأسرة المعيشية 2.60، أما متوسط حجم العائلات فبلغ 3.16.
بلغ العمر الوسطي للسكان 35.6 عاماً. وكانت نسبة 29.3% من القاطنين تحت سن الثامنة عشر، وكانت نسبة 8.3% بين الثامنة عشر والرابعة والعشرين عاماً، ونسبة 23.2% كانت واقعةً في الفئة العمرية ما بين الخامسة والعشرين والرابعة والأربعين عاماً، ونسبة 25.9% كانت ما بين الخامسة والأربعين والرابعة والستين، ونسبة 13.3% كانت ضمن فئة الخامسة والستين عاماً فما فوق. وتوزع التركيب الجنسي للسكان بنسبة 49.7% ذكور و50.3% إناث.